# 그리핀 (e스포츠)
그리핀(Griffin)은 대한민국의 해체된 종합 프로게임단으로 2016년 11월 2일 창단되었으며 과거에는 리그 오브 레전드, 오버워치, 에이펙스 레전드, 크레이지레이싱 카트라이더, 배틀그라운드 프로게임단을 운영했다.

## 역사
LCK 서머 2018 승강전에서 BBQ 올리버스과 MVP를 꺾고 창단 2년만에 LCK 승격을 확정지었으며 승격 이후 LCK에서 3연속 준우승을 달성하며 신흥 강호로 거듭났다. 
그러나 2019년 9월 26일 김대호 감독 경질 논란으로 불거진 '그리핀 사건'으로 인해 팀의 이미지는 급격하게 추락했고 결국 라이엇 게임즈로부터 라우드커뮤니케이션즈(전 스틸에잇)의 경영진 총사퇴 및 라우드커뮤니케이션즈의 팀 지분 매각 명령이 내려졌다. 
이 사건의 여파로 그리핀은 LCK 서머 2020 승강전에서 서라벌 게이밍과 샌드박스 게이밍에게 연달아 패하면서 승격 2년만에 챌린저스 강등의 고배를 마셨고 챌린저스 서머 2020으로 강등된 이후 이전과 같은 경기력을 보여주지 못하며 2년 전 강팀으로서의 이미지가 완전히 퇴색되어 버렸다. 
그나마 프레딧 브리온과의 2라운드 최종전을 2-0 완승으로 장식하며 5승 9패·5위로 시즌을 마쳤으나 2021 시즌부터 도입될 LCK 프랜차이즈 신청 명단에 이름을 올리지 않으면서 결국 챌린저스 서머 2020 시즌을 끝으로 그리핀 리그 오브 레전드 프로게임단은 2021년 1월 5일 창단 4년만에 해체 수순을 밟았다.
2021년 10월 12일, 배틀그라운드 게임단 소속 감독, 코치, 선수단 전원과 계약을 종료하면서 최종적으로 해체되었다.

## 주요 성적

### 리그 오브 레전드
주요 대회 우승 3회·준우승 3회
- 리그 오브 레전드 챌린저스 코리아 스프링 2017 7위
- 리그 오브 레전드 챌린저스 코리아 서머 2017 4위
- 2017 LoL KeSPA컵 8강
- 리그 오브 레전드 챌린저스 코리아 스프링 2018 우승 (VS 위너스 2-1)
- 리그 오브 레전드 챔피언스 코리아 서머 2018 준우승 (VS KT 롤스터 2-3)
- 2018 LoL KeSPA컵 우승 (VS Gen.G 3-0)
- 스무살우리 리그 오브 레전드 챔피언스 코리아 스프링 2018 준우승 (VS T1 0-3)
- 우리은행 리그 오브 레전드 챔피언스 코리아 서머 2019 준우승 (VS T1 1-3)
- 리그 오브 레전드 월드 챔피언십 2019 8강
- 리프트 라이벌즈 2019 우승 (LCK)
- 2019 LoL KeSPA컵 울산 8강 (VS 리브 샌드박스 0-2)
- 우리은행 리그 오브 레전드 챔피언스 코리아 스프링 2020 10위
- 리그 오브 레전드 챌린저스 코리아 서머 2020 5위

### 배틀그라운드

#### 그리핀
- PUBG 워페어 마스터즈 파일럿 준우승
- 아프리카TV PUBG 리그 시즌 2 준우승
- 서울컵 OGN 슈퍼매치 우승
- 2019 인텔 PUBG 코리아 컨텐더스 페이즈 1 준우승
- 2019 핫식스 PUBG 코리아 리그 페이즈 2 12위
- 2019 핫식스 PUBG 코리아 리그 페이즈 3 4위
- 인텔 배틀그라운드 스매시컵 2020 시즌 1 20위
- 2020 배틀그라운드 위클리 시리즈 페이즈 1 1주차 우승
- 2020 배틀그라운드 위클리 시리즈 페이즈 2 2주차 준우승
- 배틀그라운드 스매시컵 2020 시즌 2 12위
- PUBG 글로벌 시리즈 베를린 한국대표선발전 준우승
- PUBG 컨티넨털 시리즈 1 아시아 한국대표선발전 우승
- 배틀그라운드 스매시컵 2020 시즌 3 우승
- 2020 인천 챌린지컵 준우승
- 2020 아프리카TV PUBG 리그 윈터 시즌 15위
- TMC 글로벌 인비테이셔널 5위
- 2021 PUBG 위클리 시리즈 동아시아 프리 시즌 11위
- 2021 PUBG 위클리 시리즈 동아시아 페이즈 1 9위
- 배틀그라운드 스매시컵 2021 시즌 4 4위

#### Archi 13
- 배틀그라운드 아프리카TV 멸망전 스쿼드 5위
- 배틀그라운드 아프리카TV 멸망전 솔로 준우승
- 2017 PUBG 아프리카TV 인비테이셔널 Day 1 15위
- 2017 PUBG 아프리카TV 인비테이셔널 Day 2 우승
- 2017 PUBG 아시아 인비테이셔널 듀오 우승
- 2017 PUBG 아시아 인비테이셔널 솔로 5위
- 2017 PUBG 아시아 인비테이셔널 스쿼드 8위
- 2018 핫식스 PUBG 서바이벌 시리즈 베타 파이널 5위
- 2018 PUBG 워페어 마스터즈 파일럿 준우승
- 2018 아프리카TV PUBG 리그 시즌 1 16위
- 2018 PUBG 서바이벌 시리즈 시즌 1 9위
- 2018 PUBG 워페어 마스터즈 프로 투어 15위
- 2018 PUBG 서바이벌 시리즈 시즌 2 우승
- 2018 아프리카TV PUBG 리그 시즌 2 준우승
- 2018 서울컵 OGN 슈퍼매치 메인 매치 우승
- PUBG 코리아 리그 2018 시즌 2 7위
- PUBG 코리아 리그 2019 시즌 1 15위
- PUBG 코리아 리그 2019 시즌 2 17위
- PUBG 코리아 리그 2019 시즌 3 24위
- 인텔 배틀그라운드 스매시컵 2020 28위
- PUBG 글로벌 시리즈 베를린 2020 한국대표선발전 11위

### 오버워치
- 고수 게이머즈 오버워치 위클리 노스 아메리카 #19 3위
- 넥서스컵 핼러윈 시즌 우승
- 인텔 오버워치 APEX 시즌 1 12강
- IEM 시즌 11 경기 6강 조별리그
- 넥서스컵 2016 그랜드파이널 우승
- 핫식스 오버워치 APEX 시즌 2 8강
- 핫식스 오버워치 APEX 시즌 3 준우승
- 서울컵 OGN 슈퍼매치 준우승
- 핫식스 오버워치 APEX 시즌 4 3위
- 오버워치 넥서스컵 애뉴얼 2017 준우승
- 오버워치 팀 스토리 챕터 4 우승
- 오버워치 컨텐더스 코리아 2018 시즌 1 8강
- 오버워치 컨텐더스 코리아 2018 시즌 2 준우승
- 오버워치 컨텐더스 코리아 2018 시즌 3 8위
- 오버워치 컨텐더스 트라이얼 코리아 2019 시즌 1 3위
- 오버워치 오픈 디비전 코리아 2019 시즌 2 준우승
- 오버워치 컨텐더스 트라이얼 코리아 2019 시즌 2 4위

## 우승 기록

### 리그 오브 레전드
- 리그 오브 레전드 챌린저스 코리아 스프링 2018
- 2018 LoL KeSPA컵
- 리프트 라이벌즈 2019

### 배틀그라운드
- 서울컵 OGN 슈퍼매치
- 2020 배틀그라운드 위클리 시리즈 페이즈 1 1주차
- PUBG 컨티넨털 시리즈 1 아시아 한국대표선발전
- 배틀그라운드 스매시컵 2020 시즌 3

### 오버워치
- 넥서스컵 핼러윈 시즌
- 넥서스컵 2016 그랜드파이널
- 오버워치 팀 스토리 챕터 4